# Jacques Cassabois
 (mai 2024).
Si vous disposez d'ouvrages ou d'articles de référence ou si vous connaissez des sites web de qualité traitant du thème abordé ici, merci de compléter l'article en donnant les références utiles à sa vérifiabilité et en les liant à la section « Notes et références ».
Jacques Cassabois, né le 3 octobre 1947 dans le Jura, est un auteur français qui a publié des contes, des romans historiques et des nouvelles fantastiques. Il était instituteur de profession.

## Biographie
Jacques Cassabois écrit à la fois ses propres fictions et des adaptations de classiques (contes et mythologies), qu'il adapte pour un jeune public. Il produit également des récits de vulgarisation historique, centrés sur un personnage. 
Il s’intéresse depuis plusieurs années aux textes fondateurs et aux héros mythiques, tels Sinbad ou Gilgamesh parus aux éditions Hachette jeunesse. 
En 1984, il crée avec une vingtaine d'auteurs et illustrateurs l'association issue de la Charte des auteurs et illustrateurs jeunesse, dont il devient le président de 1986 à 1988.

## Récompenses
- Lauréat 1983 du grand prix du livre jeunesse de la Société des gens de lettres pour L'été où mon père a grandi (Messidor/La Farandole)[3]
- Les Quatre Fils de la Terre, publié en 1991 aux éditions Albin Michel, a obtenu le Totem de l'album au Salon du livre et de la presse jeunesse de Montreuil.